# Diversinitidae
Diversinitidae (лат.) — семейство ископаемых мелких наездников из надсемейства хальцид (Chalcidoidea). Меловой период (Бирманский янтарь; около 100 млн лет). Юго-Восточная Азия: Мьянма.

## Описание
Мелкие перепончатокрылые насекомые, длина 2—3 мм. Усики 13-члениковые (самцы и самки) с 8-члениковым жгутиком, булава из 3 сегментов. Глаза крупные. Мандибулы двухзубчатые. Затылочный киль отсутствует. Мезонотум с нотаулями. Формула шор голеней: 1-1-2. . 
Семейство было впервые описано в 2018 году немецкими гименоптерологами и палеоэнтомологами Michael Haas и Lars Krogmann (Department of Entomology, State Museum of Natural History Stuttgart, Штутгарт, Германия) и их американским коллегой Roger A. Burks (Department of Entomology, Калифорнийский университет в Риверсайде, США).

## Классификация
В семейство включают 3 вымерших монотипических рода:
- † Diversinitus Haas et al., 2018
  - † Diversinitus attenboroughi Haas et al., 2018
- † Burminata Haas et al., 2018
  - † Burminata caputaeria Haas et al., 2018
- † Glabiala Haas et al., 2018
  - † Glabiala barbata Haas et al., 2018